# Mamadou Fadia Baldé
Pour les articles homonymes, voir Mamadou Baldé (homonymie) et Baldé.
Mamadou Fadia Baldé, né le 6 juin 1981, est un homme politique guinéen.
Il est conseiller depuis janvier 2022 au sein du Conseil national de la transition guinéen dirigé par Dansa Kourouma.

## Biographie
Depuis 2017, il est assistant technique électoral à la commission électorale nationale indépendante.
Le 22 janvier 2022, Mamadou Fadia Baldé est nommé par décret membre du Conseil national de la transition en tant que représentant du partis politiques UFDG,. Il est membre de la délégation des conseillers nationaux lors de la consultation nationale sur l’axe Dubréka, Boffa et Fria.